# Liste de linguistes
Un linguiste est un scientifique dont le champ d'études est la linguistique.
- Haut – A
- B
- C
- D
- E
- F
- G
- H
- I
- J
- K
- L
- M
- N
- O
- P
- Q
- R
- S
- T
- U
- V
- W
- X
- Y
- Z

## A
- Johannes Aavik (1880-1973), estonien
- Anne Abeillé (née en 1962), française
- Paul Ackermann (1812-1846), français
- Leonor Acuña (née en 1952), argentine
- Henri Adamczewski (1929-2005), français
- David Adger, britannique (linguistique générative)
- Marià Aguiló i Fuster (1825-1897), espagnol
- Hassana Alidou (née en 1963), nigérienne
- Ousseina Alidou (née en 1963), nigérienne
- Michel Arrivé (1936-2017), français
- John Langshaw Austin (1911-1960), anglais

## B
- Charles Bally (1865-1947), suisse
- Philippe Barbaud (né en 1940) français et canadien
- Dany Bébel-Gisler (1935-2003), française (Créoles à base lexicale française-Créoles d'Amérique)
- Jan Beckering Vinckers (1821-1891), néerlandais (linguistique comparée)
- Alain Bentolila (né en 1949), français
- Émile Benveniste (1902-1976), français (structuralisme, linguistique comparée)
- Évrard de Béthune (mort en 1212), flamand
- Gilles Bernard (né en 1956), français
- Claire Blanche-Benveniste (1935-2010), française
- Philippe Blanchet (né en 1961), français (sociolinguistique)
- Leonard Bloomfield (1887-1949), américain (structuralisme)
- Franz Boas (1858-1942), américain
- Jorge Bom Jesus (né en 1962), santoméen
- Georges Bonnard (1886-1967), suisse
- Franz Bopp (1791-1867), allemand (linguistique comparée)
- Sidi Boushaki (1394-1453), algérien (linguistique de l'arabe)
- Michel Bréal (1832-1915), français
- Karl Brugmann (1849-1918), allemand
- Étienne Brunet (né en 1936), français
- Antoine Bruguière de Sorsum (1773-1823), français
- Ferdinand Brunot (1860-1938), français
- Wolfgang Butzkamm (né en 1938), allemand
- Johannes Buxtorf (1564-1629), suisse (hébreu)

## C
- Charles Cahier (1807–1882), français
- Louis-Jean Calvet (né en 1942), français
- Maria Candea (née en 1973), française (sociolinguistique)
- Nina Catach (1923-1997), égyptienne
- Ognen Čemerski (1974-2017), macédonien
- Bernard Cerquiglini (né en 1947), français
- Salem Chaker (né en 1950), algérien (langues berbères)
- Pierre Chantraine (1899-1974), français
- André Chervel (né en 1931), français
- Jean-Claude Chevalier, (1925-2018) français
- Jacques Chaurand (1924-2009), français
- Noam Chomsky (né en 1928), américain (linguistique générative)
- Hans Helmut Christmann (1929-1995), allemand
- David Cohen (1922-2013), français (langues chamito-sémitiques)
- Marcel Cohen (1884-1974), français
- Jean-Claude Corbeil (1932-2022), canadien
- Benoît de Cornulier, français
- Eugen Coșeriu (1921-2002), roumain
- Jan Niecisław Baudouin de Courtenay (1845-1929), polonais
- Maurice Coyaud (1934-2015), français
- Denis Creissels (1943), français (langues nigéro-congolaises)
- David Crystal (né en 1941), britannique
- Antoine Culioli (1924-2018), français
- Jean-André Cuoq (1821-1898), français (algonquien, iroquois)
- Christian Cuxac, français (langue des signes française)

## D
- Tullio De Mauro (1932-2017), italien
- Agop Dilaçar (1895-1979), turc
- Robert Malcolm Ward Dixon (né en 1939), anglo-australien
- Josef Dobrovský (1753-1829), tchèque
- Jean-Louis Duchet (1947), français
- Oswald Ducrot (né en 1930), français
- Claude Duret (1570-1611), français

## E
- Umberto Eco (1932-2016), italien
- Abdou Elimam (né en 1949), algérien
- Émile Ernault (1852-1938), français

## F
- Li Fang-kuei (1902-1987), chinois
- Gilles Fauconnier (1944-2021), français
- Auphélie Ferreira (1993-), française
- Charles A. Ferguson (1921-1998), américain
- Charles J. Fillmore (1929-2014), américain
- Piero Fiorelli (né en 1923). italien
- Filipp Fortunatov (1848-1914), russe
- Iván Fónagy (1920-2005), français, hongrois
- Pierre Fouché (1891-1967), français
- Jean Fourquet (1899-2001), français (linguistique allemande)

## G
- Henri Gaden (1867-1939), français
- Jean Gagnepain (1923-2006), français
- Yves Gentilhomme (1920-2016), français
- Jean-Denis Gendron (né en 1925), canadien
- Joseph Greenberg (1914-2001), américain (typologie)
- Algirdas Julien Greimas (1917-1992), lituanien
- Jacob Grimm (1785-1863), allemand (linguistique comparée, langues germaniques)
- John J. Gumperz (1922-2013)
- Maurice Gross (1934-2001), français
- Groupe µ, collectif belge
- Gustave Guillaume (1883-1960), français

## H
- Claude Hagège (né en 1936), français
- Péter Hajdú (1923-2002), hongrois
- Morris Halle (1923-2018), letton-américain
- Einar Haugen (1906-1994), américain (sociolinguistique, langues scandinaves)
- Jean Haust (1868-1946), belge
- Roy Harris (1931-2015), anglais
- Zellig Harris (1909-1992), ukrainien-américain
- André-Georges Haudricourt (1911-1996), français
- Samuel Ichiye Hayakawa (1906-1992), américain
- Elena Herraiz (1992-), espagnole
- Judit Hidasi (née en 1948), hongroise (linguistique appliquée, sciences de l'information et de la communication, communication interculturelle, japonologie)
- Louis Hjelmslev (1899-1965), danois (structuralisme, glossématique)
- Charles F. Hockett (1914-2000), américain (structuralisme)
- Anne-Marie Houdebine (1940-2016), française
- Bedřich Hrozný (1879-1952), tchèque
- Wilhelm von Humboldt (1767-1835), allemand

## I
- Rexhep Ismajli (né en 1947), albanais

## J
- Ray Jackendoff (né en 1945), américain
- Roman Jakobson (1896-1982), russe (structuralisme, sémiotique)
- Gail Jefferson (1938-2008), américaine
- Otto Jespersen (1860-1943), danois
- William Jones (1746-1794), britannique (linguistique comparée)
- Josef Jungmann (1773-1847), tchèque

## K
- Bernhard Karlgren (1889-1978), suédois
- Shinjirō Kazama (né en 1965), japonais
- Catherine Kerbrat-Orecchioni (née en 1943), française
- Jean-Daniel Kieffer (1767-1833), français
- Hannah Kilham (1774-1832, britannique
- Georges Kleiber (né en 1944), français
- Jean-Marie Klinkenberg (né en 1944), belge
- Snježana Kordić (née en 1964), croate
- Djamel Eddine Kouloughli (1947-2013), franco-algérien (linguistique de l'arabe)
- Hans Krahe (1898-1965), allemand
- Julia Kristeva (née en 1941), française
- Susumu Kuno (né en 1933), japonais
- Jerzy Kuryłowicz (1895-1979), polonais

## L
- William Labov (né en 1927), américain (sociolinguistique)
- Robert Lado (1915-1995), américain
- George Lakoff (né en 1941), américain
- Vilém Dušan Lambl (1824-1895), tchèque
- Gilbert Lazard (1920-2018), français
- Élisée Legros (1910-1970), belge
- Pierre-Alexandre Lemare (1766-1835), français
- Jean-Louis-Marie Lemaréchal (1842-1912), français
- Rodolphe Lenz (1863-1938), allemand et chilien (espagnol chilien, mapudungun, papiamento)
- Elia Levita (1469-1549), allemand et italien
- Wang Li (1900-1986), chinois
- John Lyons (1932-2020), anglais
- Robert Lafont (1923-2009), français (occitan)

## M
- William Francis Mackey (1918-2015), canadien
- Hashimoto Mantarō (1932-1987), sinologue japonais
- André Martinet (1908-1999), français
- Philippe Martinon (1859-1917), français
- Georges Matoré (1908-1998), français
- Jacques Maurais, canadien (Québec)
- Gretchen McCulloch, canadienne
- Antoine Meillet (1866-1936), français
- Carl Meinhof (1857-1944), allemand
- Igor Mel'čuk (né en 1932), russe et québécois
- Lionel Meney (né en 1943), français et canadien
- Henri Meschonnic (1932-2009), français
- Bruno Migliorini (1896-1975), italien
- Henri Mitterand (1928-2021), français
- Jacques Moeschler (né en 1954), suisse
- Friederike Moltmann (née en 1963), allemande
- Michel Morvan (né en 1948), français
- Georges Mounin (1910-1993), français
- Charles Muller (1909-2015), français
- Claude Muller, française (syntaxe)

## N
- Kamal Naït-Zerrad (né en 1958), algérien (langues berbères)
- Sevan Nişanyan (né en 1956), turc
- Neal R. Norrick (en), américain

## O
- Charles Kay Ogden (1889-1957), anglais
- Hüseyin Namık Orkun (1902-1956), turc
- Jacques Ouellet (né en 1942), canadien (Québec)

## P
- Panini (probablement Ve siècle), indien (sanskrit)
- Hermann Paul (1846-1921), allemand
- Paul Passy (1859-1940), français
- Paulinus de Saint Bartholomé (1748-1806), autrichien
- Jean Perrot (1925-2011), français
- Holger Pedersen (1867-1953), danois
- Jacqueline Picoche (née en 1928), française
- Bernard Pottier (né en 1924), français
- Enoch Powell (1912-1998), britannique
- Luis Jorge Prieto (1926-1996)

## Q
- Qian Nairong (né 1945), chinois, auteur de la méthode Qian de romanisation du Shanghaïais.

## R
- Gustaf John Ramstedt (1873-1950), finlandais
- Rasmus Rask (1787-1832), danois (linguistique comparée)
- François Rastier (né en 1945), français
- Alexandre Réformatski (1900-1978), soviétique
- Louis Remacle (1910-1997), belge
- Alain Rey (1928-2020), français
- Chantal Rittaud-Hutinet (née en 1942), française
- Cyprien Robert (1807–1865?), français, spécialiste du monde slave
- Ferruccio Rossi-Landi,(1921-1985) italien
- Nicolas Ruwet (1932-2001), belge

## S
- Danielle de Saint-Jorre (1941-1997), seychelloise
- János Sajnovics (1733-1785), hongrois
- Edward Sapir (1884-1939), américain
- Alexander-Martin Sardina (né en 1973), allemand et italien
- Georges-Elia Sarfati (né en 1957), français, israélien
- Ferdinand de Saussure (1857-1913), suisse
- Aurélien Sauvageot (1897-1988), français
- August Schleicher (1821-1868), allemand
- Hugo Schuchardt (1842-1927), autrichien
- John Searle (né en 1932), américain
- Albert Sechehaye (1870-1946), suisse
- Haïm Vidal Séphiha (1923-2019), français
- Eduard Sievers (1850-1932), allemand
- Dan Sperber (né en 1942), français
- Mark Steedman (né en 1946), anglais, linguiste informatique
- William Stokoe (1919-2000), américain
- Edgar Howard Sturtevant (1875-1952), américain

## T
- Carlo Tagliavini (1903-1982), italien
- Irène Tamba (née en 1940), française
- Gérard Taverdet né en 1938, français
- Lucien Tesnière (1893-1954), français
- Michel Thomas (1914-2005), polonais
- Tzvetan Todorov (1939-2017), français
- Nikolaï Troubetzkoï (1890-1938), russe

## U
- Arnaud-Aaron Upinsky (né en 1944), français

## V
- Joseph Vendryes (1875-1960), français
- Karl Verner (1846-1896), danois (linguistique comparée)
- Laélia Véron (née en 1987), française
- Charles Videgain (née en 1947), français, linguiste et académicien basque

## W
- Henriette Walter (née en 1929), française
- Harald Weinrich (1927-2022), allemand
- Diedrich Westermann (1875-1956), allemand
- William Dwight Whitney (1827-1894), américain
- Benjamin Lee Whorf (1897-1941), américain
- Anna Wierzbicka (née en 1938), australienne
- Marc Wilmet (né en 1938), belge
- Henri Wittmann (né en 1937), québécois

## X
- Xuân Hạo Cao (1930-2007), vietnamien

## Y
- Marina Yaguello (née en 1944), française
- Abdusamet Yigit, (kurdistan, né en 1978 ), phonologie, phonétique, la morphologie, les langues mésoaméricaines, langue kurde

## Z
- Mikhaïl Zavadski (1848-1926), ukrainien
- Richard Zuber (né en 1943), français
- Ghil'ad Zuckermann (né en 1971), israélien